# Володимир Полканов
Володимир Полканов - молдовський гравець у настільний теніс. Він представляв року Молдову на літніх Паралімпійських іграх 1996  в Атланті, Сполучені Штати, і виграв бронзову медаль у чоловічому одиночному змаганні 8 . 
Він також брав участь у літніх Паралімпійських іграх 1992 року в Барселоні, Іспанія, у складі об’єднаної команди незалежних держав.